# Nikołaj Sadownikow
Nikołaj Iwanowicz Sadownikow, ros. Николай Иванович Садовников (ur. 20 maja 1904 r. we wsi Kieśma w guberni twerskiej, zm. ?) – radziecki wojskowy (major), propagandysta Rosyjskiej Armii Wyzwoleńczej, dowódca kompanii szkoleniowej w szkole propagandystów ROA, zastępca szefa oddziału operacyjnego sztabu Sił Zbrojnych Komitetu Wyzwolenia Narodów Rosji, dowódca jednego z pułków 2 Dywizji Piechoty, a następnie szef sztabu Szkolno-Zapasowej Brygady Sił Zbrojnych KONR podczas II wojny światowej.
W 1921 r. ukończył szkołę 2 stopnia. W październiku 1926 r. został zmobilizowany do Armii Czerwonej. Służył w 13 Połockim Pułku Strzeleckim jako dowódca plutonu. W listopadzie 1927 r. zdemobilizowano go. Na początku grudnia 1935 r. ponownie trafił do Armii Czerwonej. W 1936 r. awansował do stopnia podporucznika. Od 1937 r. uczył się w Akademii Wojskowej Armii Czerwonej im. Frunze w Moskwie. W 1938 r. mianowano go porucznikiem. Od początku kwietnia 1940 r. był zastępcą szefa sztabu 31 Pułku Strzeleckiego. Na początku maja tego roku objął funkcję zastępcy szefa oddziału operacyjnego sztabu 25 Dywizji Strzeleckiej, zaś pod koniec grudnia sztabu XIV Korpusu Strzeleckiego. Na początku 1941 r. został starszym zastępcą szefa oddziału operacyjnego Armii Primorskiej. Wkrótce awansował na kapitana. Pod koniec lutego 1942 r. został majorem. Na początku lipca tego roku, po zdobyciu Sewastopola przez wojska niemieckie, dostał się do niewoli. Przebywał w różnych obozach jenieckich. W grudniu zgłosił się na kursy propagandystów w obozie w Wullheide. Od kwietnia 1943 r. dowodził kompanią szkoleniową w szkole propagandystów ROA w Dabendorfie pod Berlinem. Od listopada 1944 r. pełnił funkcję zastępcy szefa oddziału operacyjnego sztabu nowo formowanych Sił Zbrojnych Komitetu Wyzwolenia Narodów Rosji. Od stycznia do marca 1945 r. w stopniu podpułkownika dowodził jednym z pułków 2 Dywizji Piechoty Sił Zbrojnych KONR. Następnie został szefem sztabu Szkolno-Zapasowej Brygady Sił Zbrojnych KONR. 8 maja tego roku wraz z pozostałymi "własowcami" poddał się Amerykanom. Przebywał w różnych obozach jenieckich. Na początku 1946 r. został deportowany do ZSRR. Po procesie skazano go na początku 1947 r. na karę 10 lat łagrów. Dalsze jego losy są nieznane.